# Madura United Football Club
Il Madura United Football Club, meglio noto come Madura United, è una società calcistica indonesiana con sede nella città di Pamekasan.

## Storia
Nel 2019 ha concluso il campionato indonesiano al secondo posto in classifica, conquistando poi il medesimo piazzamento anche nella stagione 2023-2024.

## Palmarès

### Altri piazzamenti
- Campionato indonesiano:

Secondo posto: 2019, 2023-2024
- AFC Challenge League:

Semifinalista: 2024-2025

## Organico

### Rosa 2022
Aggiornata al 1º gennaio 2022.
| N. |                      | Ruolo | Calciatore                    |
| -- | -------------------- | ----- | ----------------------------- |
| 2  | Indonesia (bandiera) | D     | Guntur Ariyadi                |
| 4  | Indonesia (bandiera) | C     | Asep Berlian                  |
| 5  | Brasile (bandiera)   | D     | Jaimerson                     |
| 6  | Indonesia (bandiera) | D     | Andik Rendika Rama            |
| 7  | Indonesia (bandiera) | C     | Bayu Gatra                    |
| 10 | Indonesia (bandiera) | C     | Slamet Nurcahyono             |
| 11 | Indonesia (bandiera) | A     | Sílvio Escobar                |
| 12 | Indonesia (bandiera) | A     | Haris Tuharea                 |
| 13 | Indonesia (bandiera) | D     | Dodi Alekvan Djin             |
| 17 | Indonesia (bandiera) | C     | Maulana Romadhon              |
| 19 | Indonesia (bandiera) | D     | Fachruddin Aryanto (capitano) |
| 20 | Indonesia (bandiera) | P     | Muhammad Ridho                |
| 21 | Indonesia (bandiera) | P     | Muhammad Ridwan               |

| N. |                          | Ruolo | Calciatore         |
| -- | ------------------------ | ----- | ------------------ |
| 23 | Indonesia (bandiera)     | D     | Kadek Raditya      |
| 26 | Indonesia (bandiera)     | D     | Novan Sasongko     |
| 29 | Indonesia (bandiera)     | A     | Make Aldo          |
| 33 | Indonesia (bandiera)     | C     | Kevy Syahertian    |
| 35 | Indonesia (bandiera)     | C     | Zulfiandi          |
| 50 | Brasile (bandiera)       | C     | Jajá               |
| 55 | Corea del Sud (bandiera) | C     | Kim Jin-sung       |
| 60 | Indonesia (bandiera)     | P     | Fawaid Ansory      |
| 70 | Brasile (bandiera)       | C     | Renan Silva        |
| 77 | Indonesia (bandiera)     | A     | Ronaldo Kwateh     |
| 81 | Indonesia (bandiera)     | P     | Rizki Kusni Admojo |
| 91 | Indonesia (bandiera)     | C     | David Laly         |
|    | Indonesia (bandiera)     | A     | Greg Nwokolo       |